# Mike Reus
Mike Reus (Berkhout, 5 februari 1971) is een Nederlandse acteur, die zowel in films, televisieseries als in het theater speelt.

## Levensloop
Reus studeerde in 1998 af als acteur aan de Toneelacademie Maastricht. Na een stage in Hamlet bij toneelgroep De Trust kreeg hij hier een vaste aanstelling. In 2001 ging de theatergroep op in De Theatercompagnie, waarvoor Reus op dit moment nog steeds werkt. Hij heeft in vele theaterstukken gespeeld, meestal onder regie van Theu Boermans. Ook heeft hij, als gastacteur, gespeeld bij Toneelgroep Amsterdam. Van 2004 tot 2006 speelde hij zijn bekendste rol in het stuk The Pillowman van Martin McDonagh.
Met grote regelmaat is Reus te zien in films en op televisie. Hij speelde onder andere in enkele telefilms. Grote rollen had hij in De Dominee, waar hij de bodyguard Pim speelde en in ONM, waar hij, in het twaalfde seizoen van soapserie, de rol van psychopathische ziekenhuisinspecteur Stephan Brouwer speelde. In het tweede seizoen van de serie Overspel speelde hij hoofdrechercheur Jim. Ook was hij te zien in het voor een oscar genomineerde Rundskop.

## Werk

### Op het toneel
- Alle vogels vliegen (1993-1994)
- Decadence (1997)
- Hamlet (1998)
- Lucifer (1998)
- De kersentuin (1998-1999)
- Brak (1998-1999)
- De laatsten (1999-2000)
- Jeff Koons (2000-2001)
- Lulu (2000-2001)
- Maria Stuart (2001-2002)
- Come back (2001-2002)
- Hooguit 17 (2001-2002)
- Hamlet reprise (2001-2002)
- Requiem voor een zwaargewicht (2002-2003)
- Hedda Gabler (2002-2003)
- De Meeuw (2002-2003)
- Samenzwering van idioten (2003-2004)
- Lysistrata (2003-2004)
- The Pillowman (2004-2006)
- Don Carlos (2005-2006)
- Ajax (2006)
- Driekoningenavond (2006)
- De wilde eend (2007)
- Het wijde land (2007)
- De eenzame weg (2008)
- Koopman van Venetië (2008)

### Filmografie
- Zeg 'ns Aaa (1992)
- 12 steden, 13 ongelukken (1996)
- Lovely Liza (1997)
- Het souterrain (1998) - Henk
- Fruit (1998)
- Unit 13 (1998) - Veringa
- Begraven (1999)
- Baantjer - De Cock en de moord uit instinct (1999) - Ron
- In goede aarde (2000)
- Russen - Cocaine (2000) - Ron
- De zwarte meteoor (2000) - Gerrit Drilman
- Luifel & Luifel (2000)
- Wilhelmina (2001) - Booy
- Zus & zo (2001) - Bredi
- Ernstige delicten - Moordenaar in de regen (2002) - Erik Westerman
- Luifel & Luifel (2002)
- Wet & Waan - Gloed (2003) - Koert
- Onder controle (2003)
- Spangen (televisieserie) (2003)
- Zinloos (2004) - Collega
- Madame Jeanette (2004) - Ambtenaar Keuringsdienst
- De Dominee (2004) - Pim
- 06/05 (2004) - Man in Dudok
- Medea (2005)
- Rozengeur & Wodka Lime - Een gat in de markt? (2005) - Dick
- Parels & Zwijnen (2005)
- Onderweg naar morgen (2005-2006) - Stephan Brouwer
- IC - Voor altijd (2006) - Pieter Brink
- Vuurzee (2006) - Jacques Vriend
- Bolletjes Blues (2006) - Meester Kees
- De vogelaar (2006) - Man in zelfhulpgroep
- Zwartboek (2006)
- Klein Holland (2006)
- Boks - De heksenkring (2007)
- Keyzer & De Boer Advocaten - Overspel (2007) Rechercheur Cremer
- Timboektoe (2007) - Arthur
- Flikken Maastricht (2007) - Pieter
- Kapitein Rob en het geheim van professor Lupardi (2007) - Geleerde
- De co-assistent - De verhuizing van de co-assistent! (2008) - Guido
- Het leven uit een dag (2008)
- Taartman (2009) - De pater
- 13 in de oorlog (2009) - Arnold Veldman
- Den Uyl en de affaire Lockheed (2010)
- Blijf! (2011) - Meester (tv-film)
- Goede tijden, slechte tijden (2013) - Marc du Lac
- Schneider vs. Bax (2015) - opzichter
- Moordvrouw (2017) - Matthijs ter Laak (veroordeelde zwemleraar)
- Het jaar van Fortuyn (2022) - Hein Fortuyn
- Zomervacht (2023) - Santos
- Laura H. (2024, 6-delige tv-serie) - Eric, Laura's vader
- De Ring (2024) - Helmer Poons
- Tegendraads (2024) - Henk Borghuis